# Hvězdnatkovité
Hvězdnatkovité (Thismiaceae) je bývalá čeleď jednoděložných rostlin z řádu smldincotvaré (Dioscoreales). V současné taxonomii (systém APG) není čeleď jako samostatná uznávána a její zástupci jsou řazeni do čeledi olachanovité (Burmanniaceae).

## Popis
Jedná o vytrvalé byliny, nezelené, vyživující se heterotroficky. Listy jsou velmi redukované, šupinovité. Květy jsou oboupohlavné, jednotlivé nebo jsou řidčeji uspořádané v květenstvích, v hroznech. Okvětí se skládá ze 6 okvětních lístků, které jsou vždy srostlé v okvětní trubku, zvonkovitého až číškovitého tvaru, květ je pravidelný nebo zygomorfický. Okvětní cípy jsou někdy nestejné, čárkovité a 3 z nich někdy na vrcholu srůstají. Tyčinek je 6, jsou nitkami srostlé s okvětní trubkou a někdy i navzájem. Gyneceum je srostlé ze 3 plodolistů, je synkarpní, semeník je spodní. Plodem je tobolka.

## Rozšíření ve světě
Je známo asi 5 rodů a asi 45 druhů, jsou rozšířeny v tropech (méně až subtropech), hlavně Jižní Amerika, Afrika, jižní Asie, Austrálie a Nový Zéland.